# Hotell Göteborg

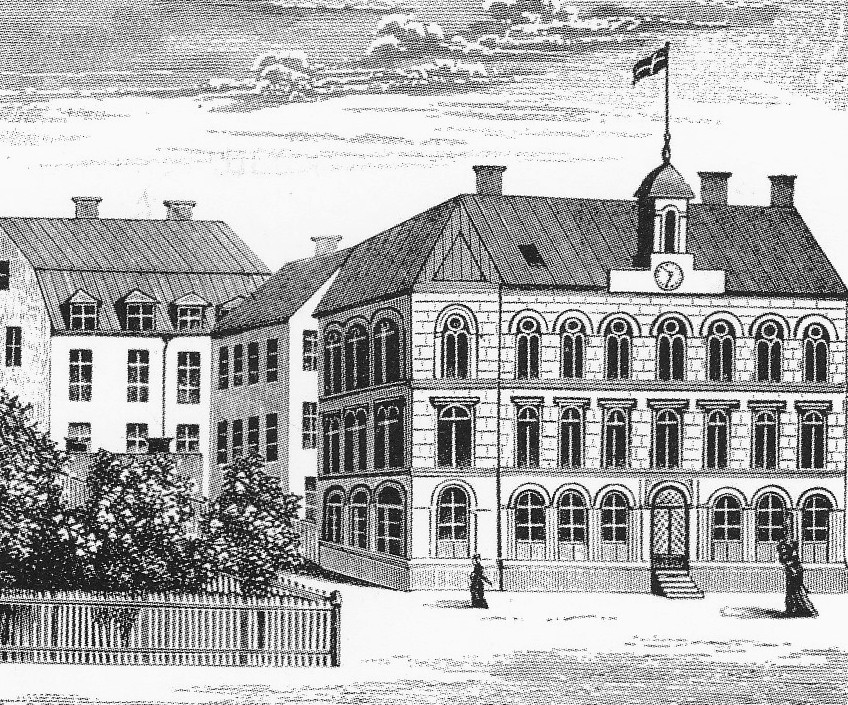
Hotell Göteborg på 1870-talet.

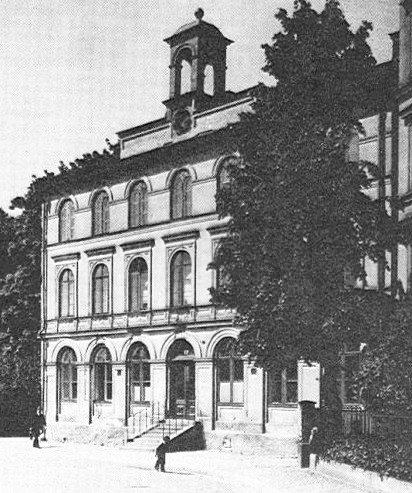
Hotell Göteborg omkring 1900.

Hotell Göteborg (Hôtel Götheborg) var en hotellbyggnad uppförd 1861 i anslutning till Stockholms södra station på Södermalm i Stockholm.  Mellan 1878 och 1910 användes den av Lindgrenska trasskolan. Den omvandlades därefter till bostadshus och revs 1982.

## Historik

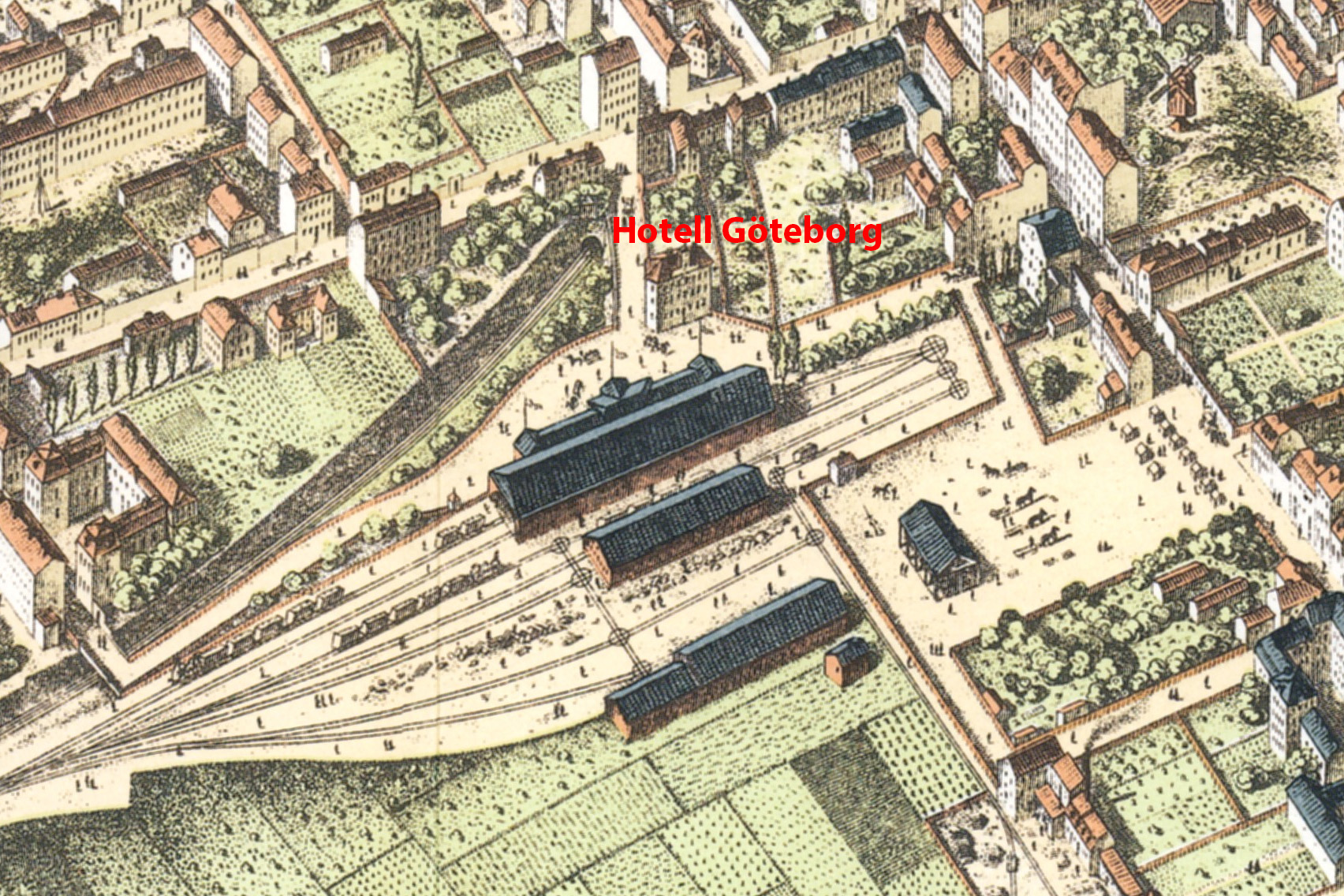
Byggnaden på Heinrich Neuhaus panorama, 1870-tal

År 1860 hade Västra stambanan dragits fram till Stockholm. På den igenfyllda marken vid sjön Fatburen på Södermalm invigdes huvudstadens första järnvägsstation. I anslutningen till stationen lät man uppföra Södermalms första riktiga hotell för de resande. 1861 invigdes Hôtel Götheborg vid  Bangårdsgatan 12 i det tidigare kvarteret Nederland. 
Byggnadsritningarna som finns bevarade är osignerade men upprättades troligen av husets byggherre och byggmästare Erik Olof Åkerlund. I bottenvåningen inreddes matsal, schweizeri, sockerbageri och kök. En till två trappor upp fanns enkelrum med kakelugn för gästerna. I en lanternin på taket hängde en vällingklocka och under den visade ett urverk tiden. På fasaden återfanns inskriptionen Bangårdshotell.
Själva resanderummen blev aldrig någon riktig succé, även om restaurangen var lönsam. Troligtvis ville tågresenärerna hellre logera nere i själva staden snarare än dessa då relativt lantliga omgivningar. Då sammanbindningsbanan stod klar och då Stockholms centralstation invigdes 1871 var bangårdshotellets öde beseglat.
1878 flyttade Lindgrenska trasskolan in i lokalerna, och en ny byggnad med skolsalar och elevrum tillkom. I skolan fanns plats för ett trettiotal pojkar. 1910 drog Stockholms stads barnavårdsnämnd in sitt årliga understöd varvid inrättningen lades ned. Byggnaden omvandlades då till bostadshus.
1982 revs byggnaden, eventuellt lagvidrigt, då det enligt detaljplanen skulle stå kvar. Platsen för husgrunden är idag del av Fatbursparken och Göta Arkhuset inom Södra stationsområdet.